# Образование в Австралии

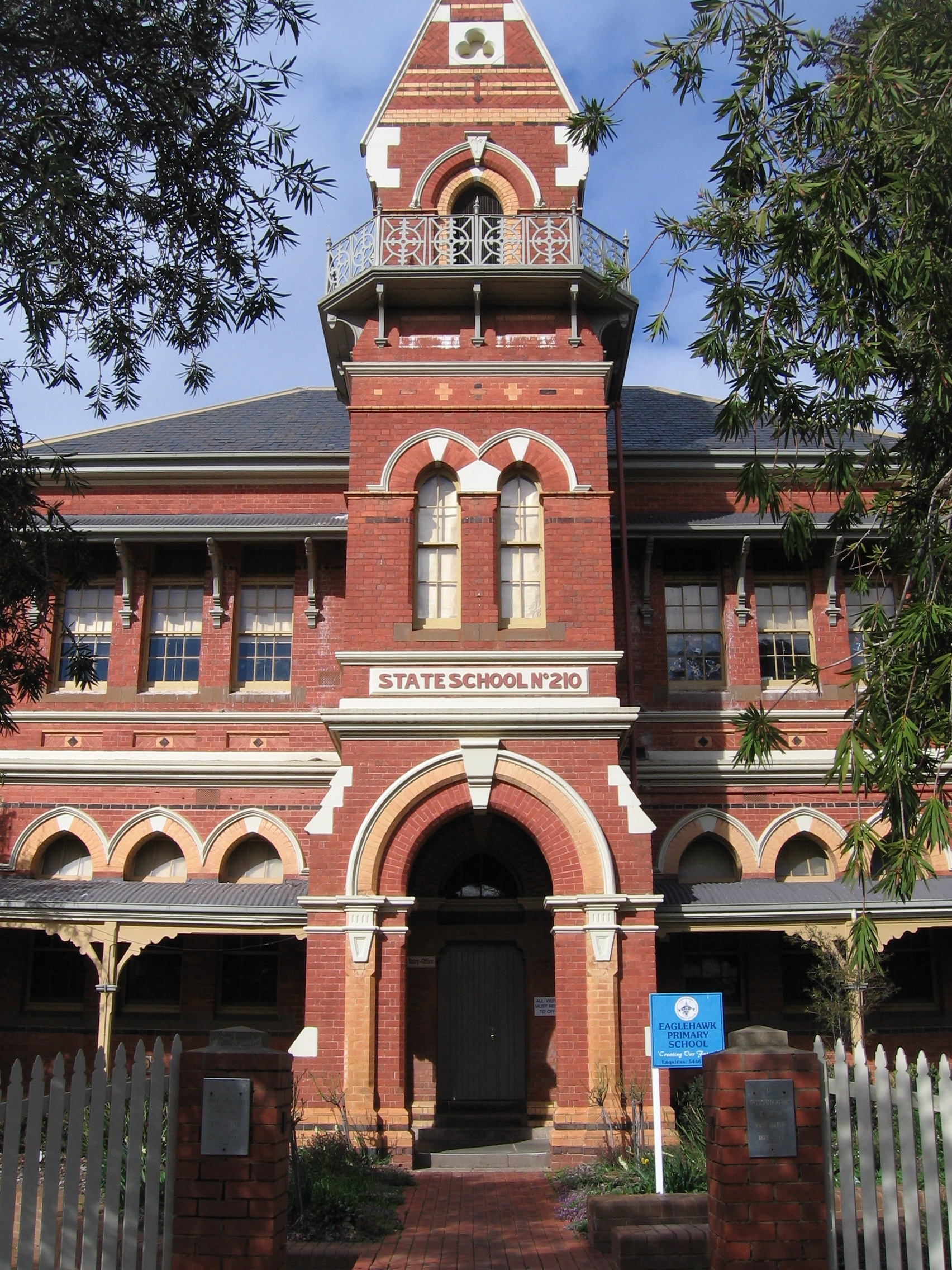
Начальная школа в Иглхок, Виктория

Система образования в Австралии по своей структуре типична для большинства развитых стран. Принцип организации образовательного курса зависит от штата или территории. В каждом из них правительство обеспечивает финансирование и регулирует государственные и частные школы. Австралийские университеты поддерживаются на федеральном уровне. Начальное и среднее образование в Австралии является обязательным. Продолжительность образовательного курса — 12 лет.
Образование в Австралии трёхступенчатое:
- Primary education — начальное образование (начальная школа)
- Secondary education — среднее образование (средняя школа: Middle School, Secondary School, High School или колледж, в зависимости от штата или территории)
- Tertiary education — высшее образование (университет и/или аналог среднего профессионального образования в России — VTE TAFE)

Образование в Австралии является обязательным для детей в возрасте от 5 до 16 (или 17, в зависимости от штата или территории) лет. Дальнейшее образование регулируется австралийскими квалификационными рамками.
В начальных и средних школах, а также в колледжах учебный год обычно начинается в конце января — начале февраля и заканчивается в середине декабря. В университетах учебный год длится с конца февраля до начала сентября. Праздничные дни и каникулы регулируются каждым учебным заведением индивидуально.
Согласно исследованию Программы развития Организации Объединённых Наций, по данным 2018 года Австралия занимает 2-е место по индексу уровня образования.

## История
Потребность в образовании пришла на континент с первыми поселенцами, которые высадились на австралийские берега в 1788 году. Первые школы в Австралии были открыты англиканской церковью в Сиднее в конце XVIII века. Дети католиков были вынуждены посещать англиканские школы, а дети-сироты автоматически становились англиканами. Позднее стали появляться школы в подчинении других конфессий.
В 1831 году по инициативе тогдашнего премьер-министра и герцога Веллингтона, под патронажем Вильгельма IV была основана старейшая независимая школа «The King’s School, Parramatta».
До 1836 года все школы в колонии Новый Южный Уэльс были исключительно англиканскими, пока генеральный прокурор и реформист Джон Планкетт не составил так называемый «Церковный Акт», согласно которому англикане, католики и пресвитериане были уравнены в правах. Позже к этому акту добавили методистов. Это дало возможность в 1847 году основать на острове «Тасмания» первую католическую школу.
В 1872 году Виктория стала первой колонией, в которой была открыта светская школа. В течение последующих 20 лет другие колонии последовали её примеру.
1 октября 1850 года в Сиднее открыли первый университет, который до сих пор является старейшим университетом на континенте. В 1853 году университет открыли в Мельбурне, в 1874 году в Аделаиде, в 1890 на острове «Тасмания». В 1909 году открыли университет в Квинсленде, а в 1911 — в Западной Австралии. Все эти университеты образуют группу Песчаниковых университетов.
После Второй Мировой войны правительство Австралии отметило важную роль образования в послевоенном экономическом развитии страны. Стали открываться новые учебные заведения. В период с 1948 по 1975 год количество университетов увеличилось с шести до девятнадцати, а число учеников возросло с 32 000 до 148 000 человек.
В середине 1980-х годов в Австралии впервые провели математический конкурс, идея которого принадлежала австралийскому математику и педагогу Питеру Холлорану. Он придумал разделить задания по категориям сложности и предложить их в форме теста с выбором ответов. Конкурс получил своё название «Кенгуру» в честь страны происхождения в 1991 году во Франции. Однако с 1995 года в самой Австралии конкурс не проводится.
В 1994 году восемь лидирующих университетов Австралии организовали неформальную группу вице-президентов, a в 1999 году это объединение оформилось официально под названием «Группа восьми» (англ. G8). Она часто выступает как группа, лоббирующая интересы входящих в неё университетов. Все основные кампусы университетов находятся в шести крупнейших столичных городах Австралии.

## Дошкольное образование

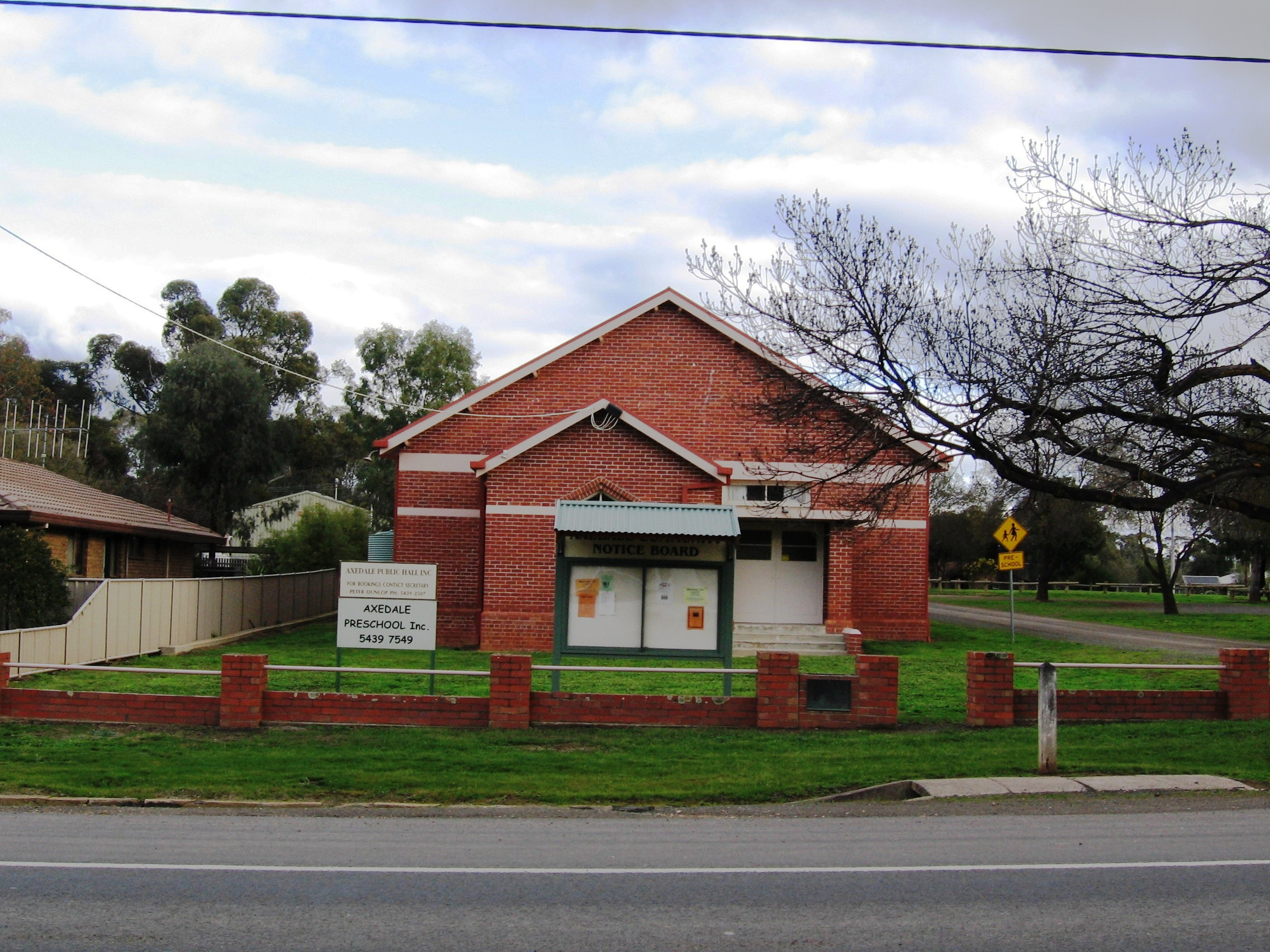
Детский сад в Эксдейл, Виктория

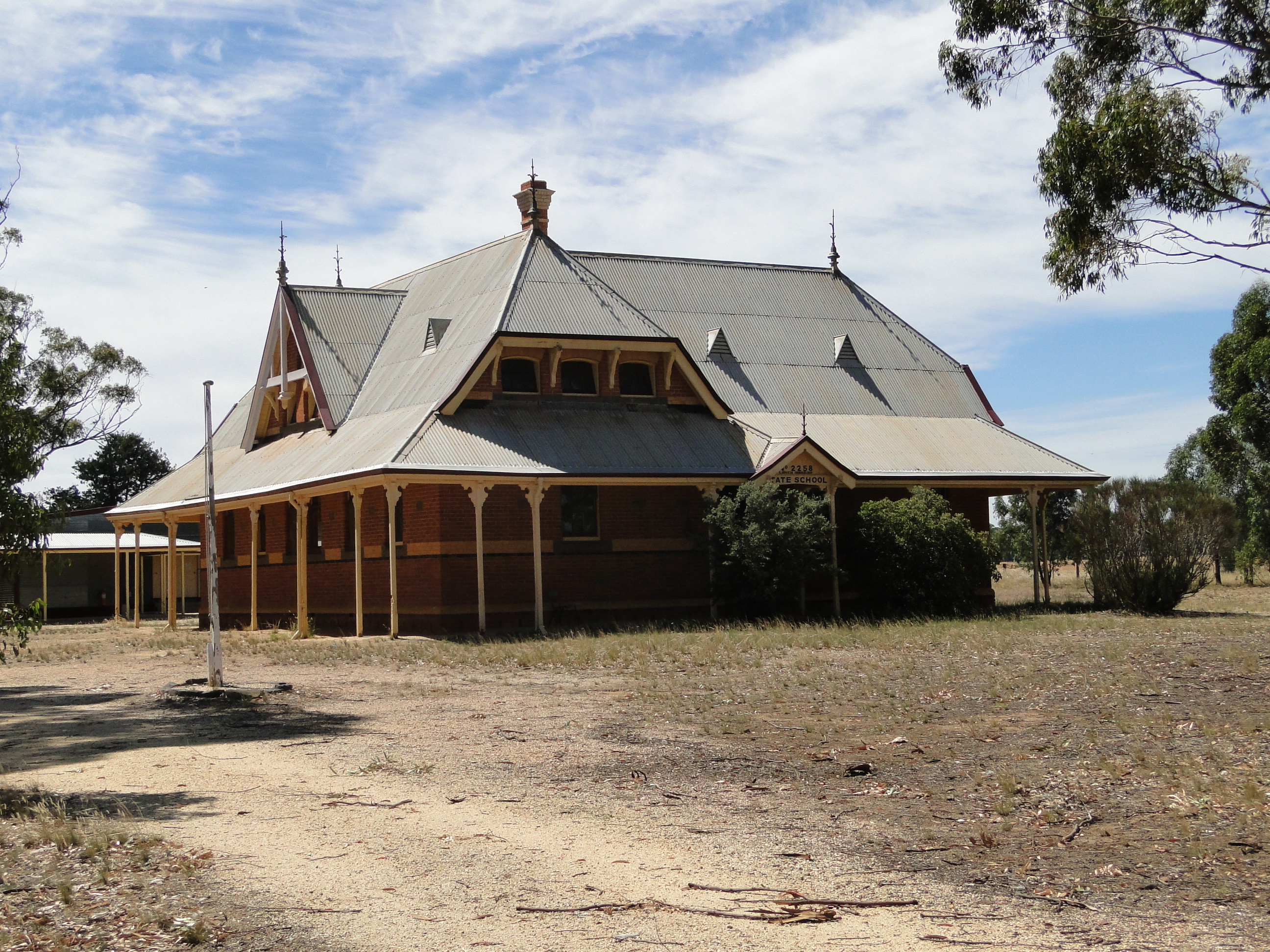
Сельская школа в Хоумбуш, Виктория

Дошкольное образование (в некоторых штатах — детский сад) законодательно не регулируется и не является обязательным. Многие австралийские дети начинают свою подготовку к школе на дому либо в специальных детских клубах. В штатах Западная Австралия и Квинсленд дошкольное образование входит в программу начальной школы.
Дошкольное образование управляется правительствами штатов и территорий, за исключением Нового Южного Уэльса, Виктории и Южной Австралии, где они находятся в ведении органов местного самоуправления. Ответственность за дошкольное образование в штатах Нового Южного Уэльса и Виктория возложена на Департамент Общественных Служб и Департамент Социальных Служб соответственно. В остальных штатах и территориях за сектор дошкольного образования отвечает специальный Образовательный Отдел.
В зависимости от штата или территории заведения дошкольного образования принимают детей в возрасте от 4 до 6 лет (Таблица 1). По статистике 87,5 % детей посещают дошкольные заведения, по крайней мере, за год до поступления в начальную школу, поскольку последний год наиболее важен для подготовки ребёнка к школе. Занятия ведутся по нескольку часов в день пять дней в неделю.
Таблица 1: Структура дошкольного образования в зависимости от штата.
| возраст                            | 4—5 лет      | 5—6 лет      | 6—7 лет      |
| ---------------------------------- | ------------ | ------------ | ------------ |
|                                    |              |              |              |
| Австралийская столичная территория |              | Pre-school   | Kindergarten |
| Новый Южный Уэльс                  |              | Pre-school   | Kindergarten |
| Северная территория                |              | Pre-school   | Transition   |
| Квинсленд                          | Kindergarten | Prep         | Preparatory  |
| Южная Австралия                    |              | Pre-school   | Reception    |
| Тасмания                           |              | Kindergarten | Preparatory  |
| Виктория                           |              | Kindergarten | Preparatory  |
| Западная Австралия                 |              | Kindergarten | Pre-Primary  |

| Не входит в систему начального образования |
|                                            |
| Входит в систему начального образования    |

## Школьное образование

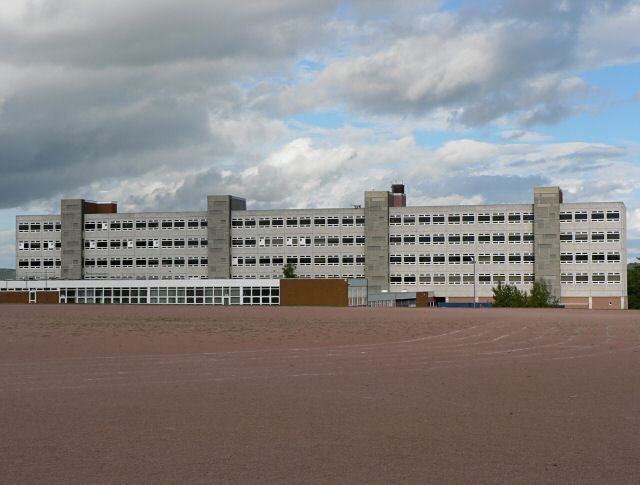
Государственная школа в Перте

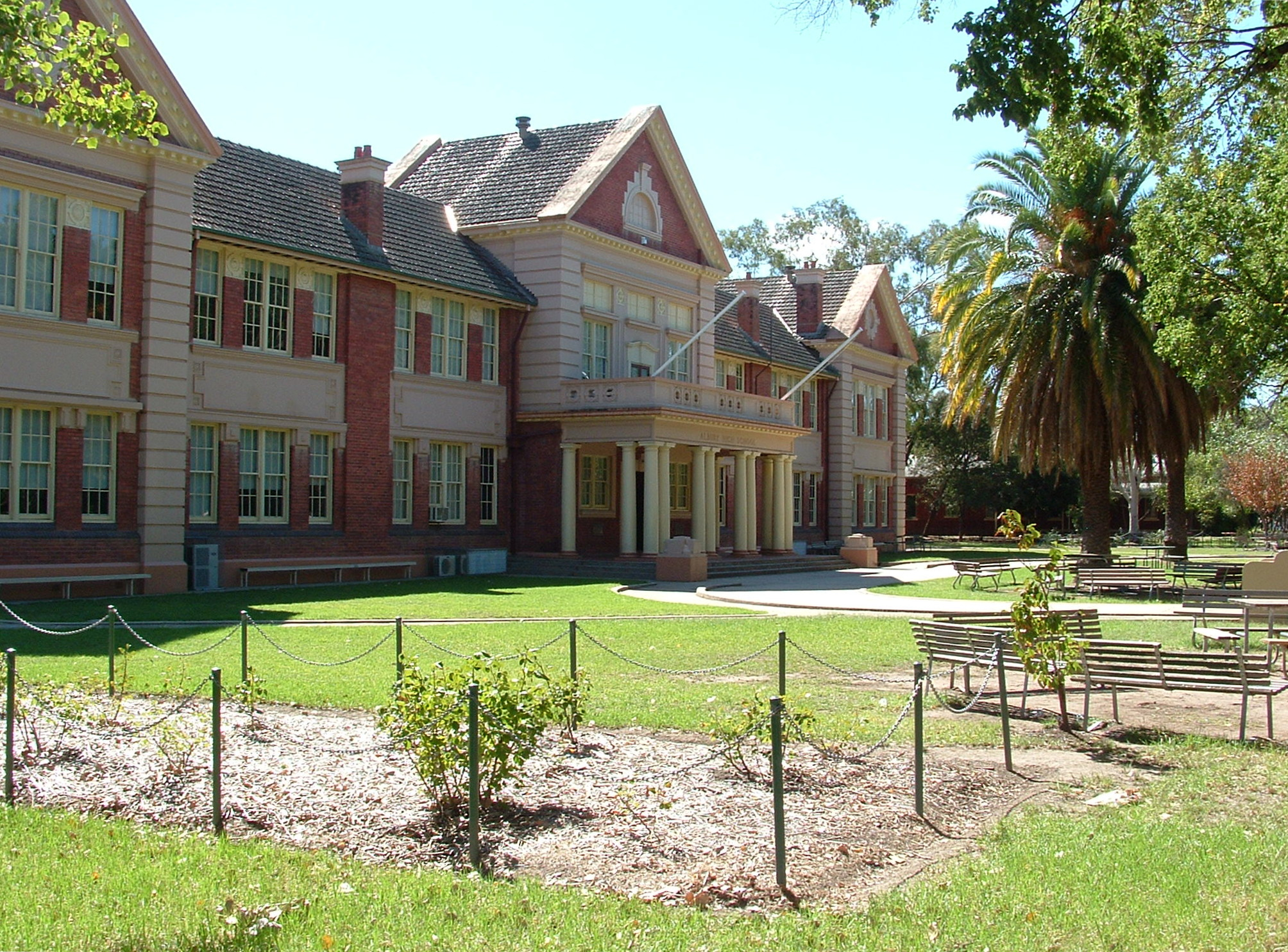
Независимая школа в Олбери Новый Южный Уэльс

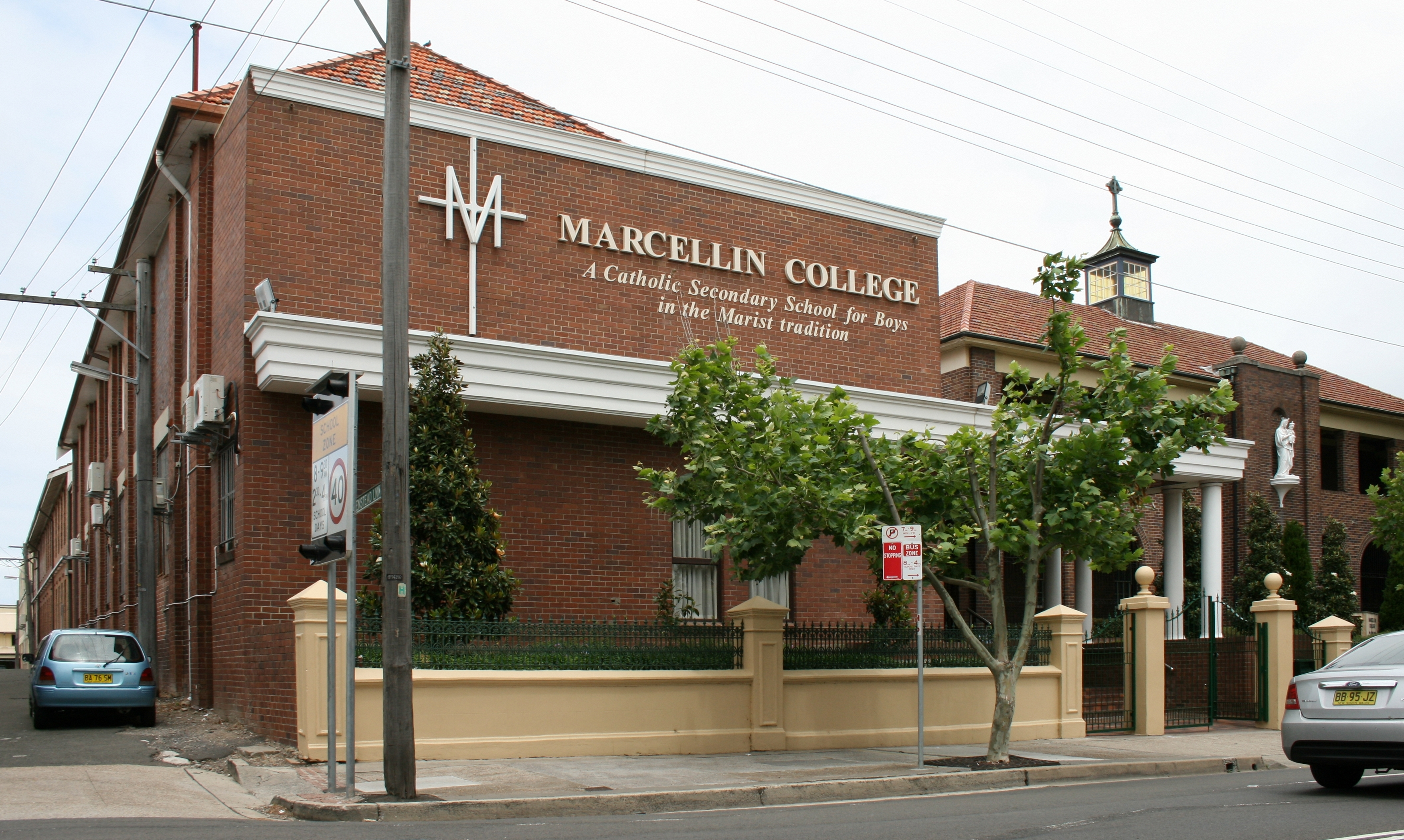
Католическая школа в Сиднее

Школьное образование в Австралии является обязательным.
Длительность обучения составляет 13 лет. Ребёнок впервые идёт в школу в 5—6 лет, переходит из начальной школы в среднюю в 13—15 лет (в зависимости от даты рождения и штата или территории).
В государственных школах обучается примерно 65 % школьников, 34 % обучаются в католических и независимых (частных) школах. В сельских районах существует форма обучения на дому. Она юридически закреплена, однако число обучающихся на дому учеников не велико и составляет примерно 1 %.
Обучение в государственных школах является бесплатным для всех граждан и постоянных жителей Австралии. В католических и независимых (частных) школах за обучение взимается ежемесячная плата. Учебники, школьная форма, канцтовары, летние лагеря и другие расходы государством не покрываются. Дополнительные затраты родителей на одного ребёнка в среднем составляют 316 австралийских долларов в год.
В независимости от того, является школа государственной, католической или независимой (частной), она обязана соблюдать рамки учебной программы, установленной в штате или территории. Тем не менее, правила дают возможность отдельным школам включать в учебную программу дополнительные предметы, например теологические.
Большинство австралийских школьников носят школьную форму. Единого образца формы не существует, каждая школа устанавливает свои правила. Некоторые школы ношение формы вообще не требуют.
После 10 класса ученики могут уйти из школы. Однако, по статистике, более 3/4 учеников остаются в школе до последнего класса.

### Католические и независимые (частные) школы
20,2 % австралийских учеников обучаются в католических школах, 13,7 % — в независимых (частных).
Большинство католических школ находятся в ведении местного прихода, под управлением Департамента Католического Образования епархии штата или территории. Образование в независимых (частных) школах ведётся с применением особых методик, например таких как «Педагогика Монтессори». Тем не менее, независимые школы обычно являются религиозно-направленными (протестантскими, иудейскими, мусульманскими), реже светскими.
Поскольку католические и независимые школы взимают ежемесячную плату за обучение, они часто являются объектом критики. В особенности им «достаётся» от Австралийского Образовательного Союза и Партии зелёных.

### Возраст поступления в школу
Согласно законам некоторых штатов или территорий, ребёнок может пойти в школу раньше установленного минимального срока (Таблица 2), а также перепрыгивать предмет или даже целый год обучения в случае, если он будет признан одарённым. Возраст ребёнка, поступающего в школу, приведён ниже (Таблица 3).
В зависимости от штата или территории нулевой класс имеет разные названия. Так, например, в штате Новый Южный Уэльс и в АСТ нулевой класс называется — «детский сад», в других же штатах «детский сад» не входит в систему начального образования (Таблица 1). Ещё одно различие — седьмой класс. В штатах Квинсленд, Южная и Западная Австралия седьмой класс относится к начальной школе (Таблица 3), в остальных штатах и территориях — к средней.
Таблица 2: Возраст поступления в школу в зависимости от штата.
| Штат / Территория                  | Минимальный возраст | Возраст поступления  | Максимальный возраст |
| ---------------------------------- | ------------------- | -------------------- | -------------------- |
| Австралийская столичная территория | 4 года 8 месяцев    | 5 лет (до 30 апреля) | До 7 лет             |
| Северная территория                | 4 года 6 месяцев    | 5 лет (до 30 июня)   | До 7 лет             |
| Новый Южный Уэльс                  | 4 года 5 месяцев    | 5 лет (до 30 июня)   | До 7 лет             |
| Квинсленд                          | 4 года 6 месяцев    | 5 лет (до 30 июня)   | До 6,5 лет           |
| Южная Австралия                    | 5 лет               | Старше 5 лет         | 6 лет                |
| Тасмания                           | 5 лет               | 5 лет (до 1 января)  | 5 лет                |
| Виктория                           | 4 года 8 месяцев    | 5 лет (до 30 апреля) | До 7 лет             |
| Западная Австралия                 | 4 года 6 месяцев    | 5 лет (до 30 июня)   | До 6,5 лет           |

Таблица 3: Структура школьного образования в зависимости от штата.
| Австралийская столичная территория | Начальная школа         | Начальная школа         | Начальная школа         | Начальная школа         | Начальная школа         | Начальная школа         | Начальная школа         | Средняя школа (High School)      | Средняя школа (High School)      | Средняя школа (High School)      | Средняя школа (High School)      | Колледж                     | Колледж                     | Колледж                     | Колледж                     |
| Австралийская столичная территория | 0 класс                 | 1 класс                 | 2 класс                 | 3 класс                 | 4 класс                 | 5 класс                 | 6 класс                 | 7 класс                          | 8 класс                          | 9 класс                          | 10 класс                         | 11 класс                    | 12 класс                    |                             |                             |
| Новый Южный Уэльс                  | Начальная школа         | Начальная школа         | Начальная школа         | Начальная школа         | Начальная школа         | Начальная школа         | Начальная школа         | Средняя школа (High School)      | Средняя школа (High School)      | Средняя школа (High School)      | Средняя школа (High School)      | Средняя школа (High School) | Средняя школа (High School) | Средняя школа (High School) | Средняя школа (High School) |
| Новый Южный Уэльс                  | 0 класс                 | 1 класс                 | 2 класс                 | 3 класс                 | 4 класс                 | 5 класс                 | 6 класс                 | 7 класс                          | 8 класс                          | 9 класс                          | 10 класс                         | 11 класс                    | 12 класс                    |                             |                             |
| Северная территория                | Начальная школа         | Начальная школа         | Начальная школа         | Начальная школа         | Начальная школа         | Начальная школа         | Начальная школа         | Средняя школа (Middle School)    | Средняя школа (Middle School)    | Средняя школа (Middle School)    | Средняя школа (High School)      | Средняя школа (High School) | Средняя школа (High School) |                             |                             |
| Северная территория                | 0 класс                 | 1 класс                 | 2 класс                 | 3 класс                 | 4 класс                 | 5 класс                 | 6 класс                 | 7 класс                          | 8 класс                          | 9 класс                          | 10 класс                         | 11 класс                    | 12 класс                    |                             |                             |
| Квинсленд                          | Начальная школа         | Начальная школа         | Начальная школа         | Начальная школа         | Начальная школа         | Начальная школа         | Начальная школа         | Начальная школа                  | Средняя школа (High School)      | Средняя школа (High School)      | Средняя школа (High School)      | Средняя школа (High School) | Средняя школа (High School) |                             |                             |
| Квинсленд                          | 0 класс                 | 1 класс                 | 2 класс                 | 3 класс                 | 4 класс                 | 5 класс                 | 6 класс                 | 7 класс                          | 8 класс                          | 9 класс                          | 10 класс                         | 11 класс                    | 12 класс                    |                             |                             |
| Южная Австралия                    | Младшая Начальная Школа | Младшая Начальная Школа | Младшая Начальная Школа | Старшая Начальная школа | Старшая Начальная школа | Старшая Начальная школа | Старшая Начальная школа | Старшая Начальная школа          | Средняя школа (High School)      | Средняя школа (High School)      | Средняя школа (High School)      | Средняя школа (High School) | Средняя школа (High School) |                             |                             |
| Южная Австралия                    | 0 класс                 | 1 класс                 | 2 класс                 | 3 класс                 | 4 класс                 | 5 класс                 | 6 класс                 | 7 класс                          | 8 класс                          | 9 класс                          | 10 класс                         | 11 класс                    | 12 класс                    |                             |                             |
| Тасмания                           | Начальная школа         | Начальная школа         | Начальная школа         | Начальная школа         | Начальная школа         | Начальная школа         | Начальная школа         | Средняя школа (High School)      | Средняя школа (High School)      | Средняя школа (High School)      | Средняя школа (High School)      | Колледж                     | Колледж                     | Колледж                     | Колледж                     |
| Тасмания                           | 0 класс                 | 1 класс                 | 2 класс                 | 3 класс                 | 4 класс                 | 5 класс                 | 6 класс                 | 7 класс                          | 8 класс                          | 9 класс                          | 10 класс                         | 11 класс                    | 12 класс                    |                             |                             |
| Виктория                           | Начальная школа         | Начальная школа         | Начальная школа         | Начальная школа         | Начальная школа         | Начальная школа         | Начальная школа         | Средняя школа (Secondary School) | Средняя школа (Secondary School) | Средняя школа (Secondary School) | Средняя школа (Secondary School) | VTE                         | VTE                         | VTE                         | VTE                         |
| Виктория                           | 0 класс                 | 1 класс                 | 2 класс                 | 3 класс                 | 4 класс                 | 5 класс                 | 6 класс                 | 7 класс                          | 8 класс                          | 9 класс                          | 10 класс                         | 11 класс                    | 12 класс                    |                             |                             |
| Западная Австралия                 | Начальная школа         | Начальная школа         | Начальная школа         | Начальная школа         | Начальная школа         | Начальная школа         | Начальная школа         | Начальная школа                  | Средняя школа (High School)      | Средняя школа (High School)      | Средняя школа (High School)      | Средняя школа (High School) | Средняя школа (High School) |                             |                             |
| Западная Австралия                 | 0 класс                 | 1 класс                 | 2 класс                 | 3 класс                 | 4 класс                 | 5 класс                 | 6 класс                 | 7 класс                          | 8 класс                          | 9 класс                          | 10 класс                         | 11 класс                    | 12 класс                    |                             |                             |

## Высшее образование

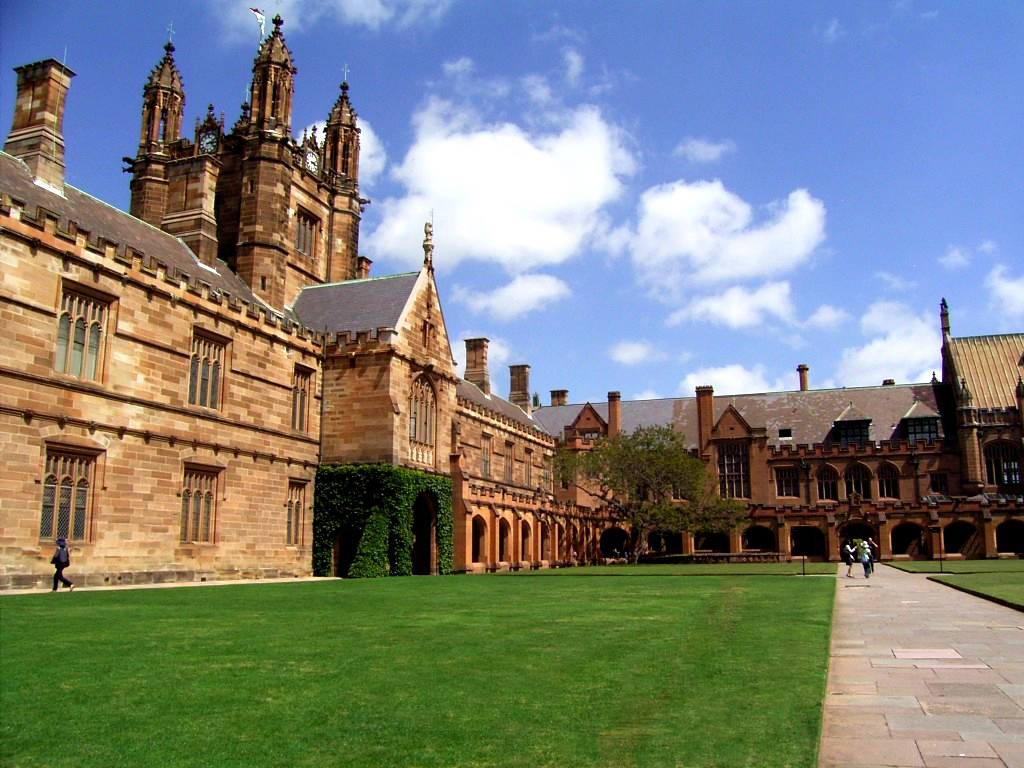
Старейший Университет Сиднея

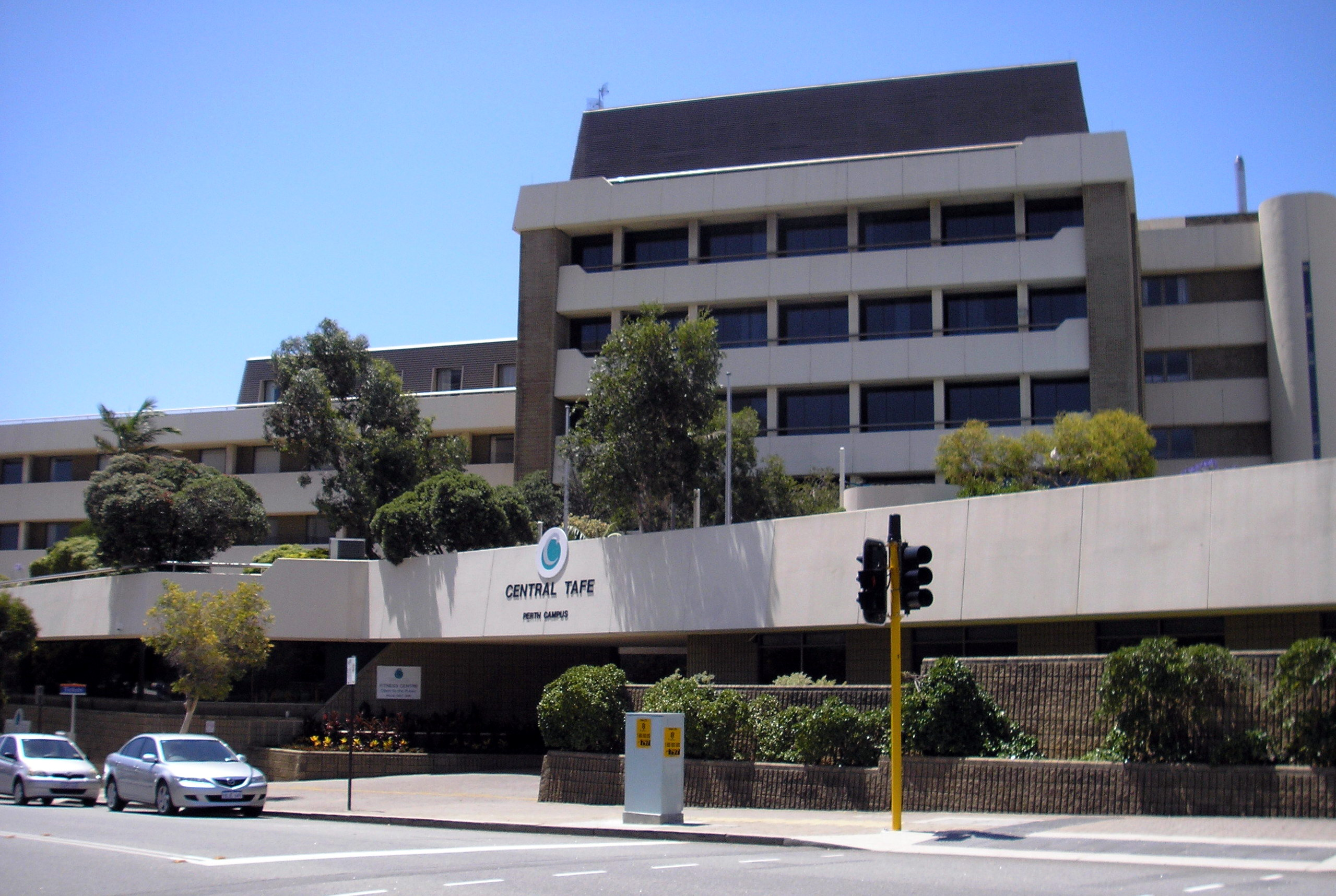
Центральный кампус TAFE в Перте

Австралийские ученики, желающие получить высшее образование, поступают в университет, либо в колледж TAFE.
Так же, как и образование вообще, высшее образование в Австралии трёхступенчатое:
- Bachelor degree — базовое высшее образование
- Higher education — полное высшее образование
- Master degree — аспирантура

Окончание 12 класса школы является необходимым требованием для того, чтобы поступить в Университет. Хотя существуют дополнительные схемы для индивидуальных случаев. В Австралии существуют как государственные, так и частные учебные заведения. Отличия между ними заключаются в способе финансирования образовательного процесса и материальной базы. Однако уровень получения образования в любом из них не может быть ниже общепринятого государственного уровня. Высшее учебное заведение является образовательным органом, который соответствует всем условиям, оговоренным законодательством Австралии, либо штата или территории. Для того, чтобы университет мог получать гранты, а его студенты могли получать стипендии от правительства, он должен быть одобрен правительством Австралии.
По состоянию на 2009 год в системе высшего образования Австралии насчитывается 41 университет (37 государственных, 2 частных и 2 факультета в зарубежных университетах). Шесть старейших университетов Австралии образуют группу Песчаниковых университетов (англ. Sandstone universities; Таблица 4), а восемь крупнейших — престижную Группу Восьми (англ. G8; Таблица 5):
Таблица 4: Группа «Песчаниковых университетов».
| №  | Университет                    | Расположение              | Основан | Официальный сайт |
| -- | ------------------------------ | ------------------------- | ------- | ---------------- |
| 1. | Университет Сиднея             | Сидней, Новый Южный Уэльс | 1850    | usyd.edu.au      |
| 2. | Университет Мельбурна          | Мельбурн, Виктория        | 1853    | unimelb.edu.au   |
| 3. | Университет Аделаиды           | Аделаида, Южная Австралия | 1874    | adelaide.edu.au  |
| 4. | Университет Тасмании           | Тасмания, три кампуса     | 1890    | utas.edu.au      |
| 5. | Университет Квинсленда         | Брисбен, Квинсленд        | 1909    | uq.edu.au        |
| 6. | Университет Западной Австралии | Перт, Западная Австралия  | 1911    | uwa.edu.au       |

Таблица 5: Университеты — члены «Группы Восьми».
| №  | Университет                            | Расположение                                 | Основан | Официальный сайт |
| -- | -------------------------------------- | -------------------------------------------- | ------- | ---------------- |
| 1. | Университет Аделаиды                   | Аделаида, Южная Австралия                    | 1874    | adelaide.edu.au  |
| 2. | Австралийский национальный университет | Канберра, Австралийская столичная территория | 1946    | anu.edu.au       |
| 3. | Университет Мельбурна                  | Мельбурн, Виктория                           | 1853    | unimelb.edu.au   |
| 4. | Университет Монаша                     | Мельбурн, Виктория                           | 1958    | monash.edu.au    |
| 5. | Университет Нового Южного Уэльса       | Сидней, Новый Южный Уэльс                    | 1949    | unsw.edu.au      |
| 6. | Университет Квинсленда                 | Брисбен, Квинсленд                           | 1909    | uq.edu.au        |
| 7. | Университет Сиднея                     | Сидней, Новый Южный Уэльс                    | 1850    | usyd.edu.au      |
| 8. | Университет Западной Австралии         | Перт, Западная Австралия                     | 1911    | uwa.edu.au       |

В австралийских университетах можно обучаться по следующим специальностям:
- Естественные науки
- Гуманитарные науки
- Социология
- Биология
- Психология
- Торговля и экономика
- Архитектура
- Юриспруденция
- Медицина
- Изобразительное искусство
- Инженерные науки
- Прикладные науки

## Система оценки знаний
При оценке знаний в Австралии используют одну из двух систем (Таблица 6):
- Четырёх-ступенчатая система — система со следующими оценками: HD (англ. High Distinction), D (англ. Distinction), C (англ. Credit), P (англ. Pass). Последние два балла означают неудовлетворительную оценку: CP (англ. Conceded Pass), F (англ. Fail)
- Альфа-система — аналогичная американской система со следующими оценками: A+, A, B, C, D, F

Таблица 6: Сравнительная таблица двух систем оценок.
| % правильных ответов | Система 1 | Система 2 |
| -------------------- | --------- | --------- |
| 85—100               | HD        | A+        |
| 75—84                | D         | A         |
| 65—74                | C         | B         |
| 50—64                | P         | C         |
| 47—49                | CP        | D         |
| менее 47             | F         | F         |

## Система квалификации
В образовательном курсе Австралии существует следующая система квалификации:
Школьные квалификации:
- Сертификат об окончании средней школы (англ. Senior Secondary Certificate of Education) — свидетельство об окончании школы (12 классов плюс выпускной экзамен). Является достаточным для поступления в университет.
- Сертификат Первого Уровня (англ. Certificate I) — свидетельство о получении 10 классов образования с минимальными оценками. Является достаточным для поступления в колледж.
- Сертификат Второго Уровня (англ. Certificate II) — свидетельство о получении 10 классов образования со средними оценками. Является достаточным для поступления в колледж.
- Сертификат Третьего Уровня (англ. Certificate III) — свидетельство о получении 10 классов образования с наивысшими оценками. Является достаточным для поступления в колледж.
- Сертификат Четвёртого Уровня (англ. Certificate IV) — свидетельство о получении 12 классов образования плюс дополнительные подготовительные курсы.

TAFE квалификации:
- Свидетельство (англ. Diploma) — полупрофессиональная квалификация, для обучения которой необходимо окончить 12 классов школы. Длительность обучения — 4 семестра (2 года).
- Диплом (англ. Advance Diploma) — профессиональная квалификация, для обучения которой необходимо окончить 12 классов школы или получить Свидетельство по этой же специальности. Длительность обучения — 6 семестров (3 года).

Университетские квалификации:
- Подготовительная степень (англ. Associate Degrees) — начальное высшее образование в некоторых университетах. Требует два года обучения и дает возможность для обучения на степень бакалавра.
- Степени Бакалавра (англ. Bachelor Degrees) — степень бакалавра. Может быть четырёх типов:
  - Базовая степень бакалавра (англ. Basic or Pass Bachelor Degrees) — для получения достаточно трёх лет дневного обучения в университете.
  - Степень бакалавра с отличием (англ. Bachelor Degree with Honours) — для получения необходимо как минимум четыре года дневного обучения, для некоторых специальностей — 5—6 лет. Наиболее распространена на инженерных факультетах и в области юриспруденции, и предполагает большую академическую нагрузку или написание исследовательской работы по окончании курса.
  - Комбинированная степень (англ. Combined Degrees) — некоторые университеты предлагают курсы обучения со специализацией по двум дисциплинам — в основной профессии и в области, близко соприкасающейся с ней. Подобные программы обычно предполагают дополнительный год обучения.
  - Последипломная степень бакалавра (англ. Post Graduate Bachelor Degrees) — некоторые университеты предлагают курсы обучения, на которые нельзя поступить сразу после окончания 12-летнего школьного курса, а только после получения степени бакалавра. К таким дисциплинам относятся в основном профессиональные квалификации в областях: архитектуры, строительства, права, медицины и т. д.
- Последипломный сертификат (англ. Postgraduate Certificate) — предполагает один семестр дневного обучения после получения степени бакалавра для повышения профессиональной квалификации в области, обычно связанной с первым университетским образованием.
- Диплом об окончании (англ. Graduate Diploma) — предполагает два семестра дневного обучения после получения степени бакалавра для дальнейшей специализации и получении практического опыта в области, связанной с первым университетским образованием.
- Степень магистра (англ. Master Degree) — количество лет обучения для получения степени магистра зависит от уровня имеющегося университетского образования, и обычно варьируется от одного до двух лет. Степень магистра может быть двух типов:
  - Кандидат наук (англ. Master Degrees by coursework) — эту степень можно получить в результате проведения исследовательской работы в течение одного года. Однако, в зависимости от факультета, может быть необходимым и написание небольшой работы, завершающей это исследование.
  - Доцент (англ. Master Degrees by Research and Thesis) — эта степень магистра может быть присуждена только после предоставления научно-исследовательской работы, написанной на основе проведенного исследования. Обычно получение этой степени предусматривает один год обучения, хотя на практике часто требуется более длительное время.
- Докторская степень (англ. Doctoral Degree) — является наивысшей научной квалификацией, присуждаемой австралийскими университетами. Как правило, для получения этой квалификации требуется проведение научно-исследовательской работы в течение 3—4-летнего периода, целью которой является значительный вклад в развитие фундаментальной науки или утверждения нового научного метода или открытия.

## Международная программа по оценке образовательных достижений учащихся

Здание учебного центра EF в Брисбене

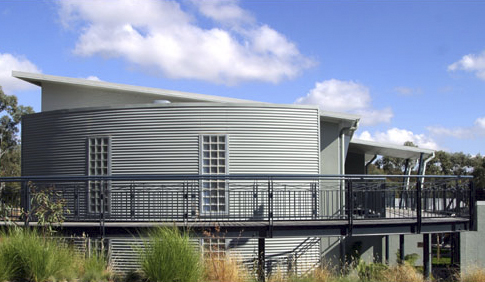
Здание департамента образования в Канберре

Международная программа по оценке образовательных достижений учащихся (англ. Programme for International Student Assessment, PISA) — тест, направленный на измерение уровня грамотности школьников в разных странах мира и способности применять эти знания на практике, оценивает уровень качества образования в Австралии, как 6-й по уровню чтения, 8-й по уровню естествознания, 13-й по уровню математики. Список PISA включает в себя статистику по 56 странам. В 2008 году образовательный индекс PISA был опубликован в привязке к Индексу развития человеческого потенциала ООН. Значение 0,993 ставит Австралию на первое место вместе с такими странами как Дания и Финляндия.

## Учебные центры
В Австралии существуют некоммерческие организации дополнительного образования, представляющие собой международные образовательные центры по обучению английскому языку. В крупных городах работают представительства крупнейших центров, таких как EF и Hult IBS. Также большинство университетов Австралии имеет свои собственные лингвистические центры, задача которых сводится к подготовке студентов к обучению в высших учебных заведениях (специальные программы подготовки — English for Academic Purposes). В австралийских учебных центрах существуют различные программы подготовки студентов к сдаче экзаменов по английскому языку (TOEFL, IELTS, The Cambridge Certificate), курсы английского языка для начинающих и для тех, кто хочет улучшить уровень знания английского языка.

## Департамент образования
В разные годы за качество образования отвечали следующие органы управления:
- С 1987 — Департамент труда, образования и профессиональной подготовки (DEET)
- С 1996 — Департамент по делам молодёжи, труду, обучению и образованию (DEETYA)
- С 1997 — Департамент по делам молодёжи, образованию и подготовке кадров (DETYA)
- С 2001 — Департамент науки, образования и обучения (DEST)
- С 2007 — Департамент образования, занятости и трудовых отношений (DEEWR)